# Regering-De Theux-Malou
De regering-De Theux-Malou (7 december 1871 - 18 juni 1878) was een Belgische regering die tot stand werd gebracht door de Katholieke Partij. Deze regering voerde verschillende hervormingen door, met name op het gebied van verkiezingen, samenleving en taal. Na het overlijden van de formateur Barthélémy de Theux de Meylandt, werd Jules Malou de regeringsleider. Ze volgde de regering-D'Anethan op nadat die was gevallen door de affaire-Langrand en werd opgevolgd door de regering-Frère-Orban II.

## Verloop

### Maatregelen
- De Wet op de naamloze vennootschap maakte het mogelijk om een nv zonder toestemming van de minister van Buitenlandse Zaken op te richten. Het voorzag ook in een nieuwe vorm van handelsvennootschap.
- De grote verkiezingshervorming van 1877 (Wet van 9 juli 1877 op de geheime stemming) met de invoering van de geheime stemming en het stemhokje. De zogenaamde kopstem en voorkeurstem werd mogelijk gemaakt. Voortaan was er ook één identiek stembiljet voor alle kiezers met lijsten van vooraf bepaalde kandidaten.
- De eerste twee wetten inzake taalwetgeving. De eerste wet, die van 17 augustus 1873, had betrekking op het gebruik van talen bij de rechtshandhaving. De tweede, die van 22 mei 1878, had betrekking op het gebruik van talen in de bestuurszaken.

### Kritiek
Deze regering werd beschouwd als liberaal-katholiek. Op economisch gebied verdedigde ze immers liberale doelstellingen en wat de verhouding tussen Kerk en Staat betrefte, nam ze gematigde standpunten in. Het was eigenlijk een katholiek beleid van compromissen. Deze verzoenende houding werd scherp bekritiseerd, enerzijds door de ultramontane vleugel van de Katholieke Partij, die hen lafheid en verraad verweet, en anderzijds door de liberale antiklerikale stroming.
De ultramontanen verweten de regering dat ze de beginselen van de katholieke leer niet respecteerden, met name datgene wat de Kerk belastte met de organisatie van het leven in de maatschappij. De ultramontanen waren niet talrijk, maar hun strijdlust was aanzienlijk. Bovendien hield de regering zich zoveel mogelijk buiten de politiek-religieuze twisten. Ze deed namelijk geen pogingen om de secularisatiewetten van de vorige liberale regeringen te herzien. Dit beleid stelde de liberalen tevreden, maar irriteerde sommige katholieken, zelfs tot in het parlement.

### Ontslag
De encycliek Quanta Cura van Paus Pius IX uit 1864, waarin de moderne vrijheden in de grondwet werden veroordeeld, veroorzaakte twijfels bij sommige katholieken, omdat ze dachten dat het doel was om die grondwet af te schaffen. De werkelijkheid was heel anders, want voor katholieken zoals pater Deschamps, was de Belgische grondwet aanvaardbaar. De liberale oppositieleider Walthère Frère-Orban maakte van de situatie gebruik om zijn partij voor te stellen als de grote beschermer van de grondwet, waardoor hij bij de verkiezingen van 1878 een meerderheid behaalde. Vervolgens diende Malou zijn ontslag en dat van zijn regering in bij de koning en maakte plaats voor de volgende regering van Frère-Orban.

## Samenstelling
De regering telde aanvankelijk zeven ministers.
| Ambtsbekleder              | Ambtsbekleder                       | Ambtsbekleder                               | Functie                     | Termijn                            | Partij                        |
| -------------------------- | ----------------------------------- | ------------------------------------------- | --------------------------- | ---------------------------------- | ----------------------------- |
|                            |                                     | Jules Malou (1810-1886)                     | Minister Financiën          | 7 december 1871 - 19 juni 1878     | Katholieke Partij             |
| Minister ad interim Oorlog | 23 december 1872 - 25 maart 1873    | Jules Malou (1810-1886)                     |                             |                                    | Katholieke Partij             |
|                            |                                     | Théophile de Lantsheere (1833-1918)         | Minister Justitie           | 7 december 1871 - 19 juni 1878     | Katholieke Partij             |
|                            |                                     | Charles Delcour (1811-1889)                 | Minister Binnenlandse Zaken | 7 december 1871 - 19 juni 1878     | Katholieke Partij             |
|                            |                                     | Guillaume d'Aspremont Lynden (1815-1889)    | Minister Buitenlandse Zaken | 7 december 1871 - 19 juni 1878     | Katholieke Partij             |
| Minister ad interim Oorlog | 10 december 1872 - 23 december 1872 | Guillaume d'Aspremont Lynden (1815-1889)    |                             |                                    | Katholieke Partij             |
|                            |                                     | Henri Guillaume (1812-1877)                 | Minister Oorlog             | 7 december 1871 - 10 december 1872 | extraparlementair             |
|                            |                                     | Séraphin Thiebault (1811-1879)              | Minister Oorlog             | 25 maart 1873 - 19 juni 1878       | extraparlementair             |
|                            |                                     | François Moncheur (1806-1890)               | Minister Openbare Werken    | 7 december 1871 - 23 oktober 1873  | Katholieke Partij             |
|                            |                                     | August Beernaert (1829-1912)                | Minister Openbare Werken    | 23 oktober 1873 - 19 juni 1878     | extraparlementair (katholiek) |
|                            |                                     | Barthélemy de Theux de Meylandt (1794-1874) | Lid van de Ministerraad     | 7 december 1871 - 21 augustus 1874 | Katholieke Partij             |

### Herschikkingen
- Op 10 december 1872 neemt minister van Oorlog Gustave Guillaume ontslag en wordt tijdelijk opgevolgd door Guillaume d'Aspremont Lynden en Jules Malou. Uiteindelijk wordt Séraphin Thiebault de nieuwe minister van Oorlog.
- Op 23 oktober 1873 neemt minister van Openbare Werken François Moncheur ontslag en wordt opgevolgd door Auguste Beernaert.
- Op 21 augustus 1874 overlijdt het hoofd van de regering Barthélémy de Theux de Meylandt en wordt opgevolgd door de minister van Financiën Jules Malou.